# Epamera barnsi
Epamera barnsi är en fjärilsart som beskrevs av James John Joicey och Talbot 1921. Epamera barnsi ingår i släktet Epamera och familjen juvelvingar. Inga underarter finns listade i Catalogue of Life.